# The Ballroom Blitz
Singles de The Sweet
Hell Raiser
(1973) Teenage Rampage
(1974)
The Ballroom Blitz (ou simplement Ballroom Blitz) est une chanson de glam rock écrite et composée par Nicky Chinn et Mike Chapman et interprétée par le groupe britannique The Sweet. Elle sort en single en septembre 1973 sur le label RCA.
Elle ne figure au départ sur aucun album, mais lors de sa sortie aux États-Unis et au Canada en juillet 1975 sur le label Capitol, elle est incluse dans l'édition américaine de l'album Desolation Boulevard (en).
C'est l'un des plus importants succès du groupe. Selon le magazine américain Rolling Stone, la chanson fait partie de celles qui ont défini le début des années 1970.

## Inspiration de la chanson
Écrite, composée et produite par Nicky Chinn et Mike Chapman, avec qui le groupe a l'habitude de travailler, elle s'inspire musicalement d'une chanson de 1963 intitulée Let's Stomp interprétée par Bobby Comstock (en).
L'inspiration des paroles vient d'un concert donné par The Sweet en janvier 1973 à Kilmarnock en Écosse où les membres du groupe ont été contraints de quitter la scène sous des jets de bouteille,.

## Reprises
Ballroom Blitz a été reprise par des artistes tels que : Les Humphries Singers, The Damned, Les Wampas, Krokus, Nuclear Assault, Tia Carrere sur la bande originale du film Wayne's World dont la version se classe 26e au Royaume-Uni et 14e en Irlande en 1992.

## Membres du groupe
- Brian Connolly : chant
- Steve Priest : basse, chœur, voix
- Andy Scott (en) : guitare, chœur
- Mick Tucker (en) : batterie, chœur

## Classements hebdomadaires
| Classement (1973-1975)                  | Meilleure position |
| --------------------------------------- | ------------------ |
| Afrique du Sud (Springbok Radio)        | 3                  |
| Allemagne (Media Control AG)            | 1                  |
| Australie (Kent Music Report)           | 2                  |
| Autriche (Ö3 Austria Top 40)            | 5                  |
| Belgique (Flandre Ultratop 50 Singles)  | 2                  |
| Belgique (Wallonie Ultratop 50 Singles) | 5                  |
| Canada (RPM Top Singles)                | 1                  |
| États-Unis (Billboard Hot 100)          | 5                  |
| Irlande (IRMA)                          | 1                  |
| Norvège (VG-lista)                      | 2                  |
| Pays-Bas (Single Top 100)               | 2                  |
| Royaume-Uni (UK Singles Chart)          | 2                  |
| Suisse (Schweizer Hitparade)            | 3                  |

| Classement (1992)              | Meilleure position |
| ------------------------------ | ------------------ |
| Irlande (IRMA)                 | 14                 |
| Royaume-Uni (UK Singles Chart) | 26                 |

## Certifications
| Pays                  | Certification | Unités certifiées |
| --------------------- | ------------- | ----------------- |
| Canada (Music Canada) | Or            | 75 000            |
| Royaume-Uni (BPI)     | Argent        | 250 000           |